# Eland
Eland (lat. Taurotragus) je rod antilopa iz porodice goveda (lat. Bovinae) koji obitava na afričkim savanama. Elandi su največe afričke antilope; mužjaci obično teže od 400 do 800 kg i mogu u posebnim okolnostima doseći težinu i do jedne tone. Ženke su nešto manje i obično teže od 400 do 600 kg. Elandi se javljaju u dvije vrste:
- Divovski eland (Taurotragus derbianus, Gray, 1847.) je najveća antilopa na svijetu; mužjaci dosežu duljinu od 220 do 290 cm, te težinu do jedne tone, dok su ženke manje i teže od 300 do 600 kg.
- Obični eland (Taurotragus oryx, Pallas, 1766.) je poslije divovskog elanda najveća antilopa Afrike. Obitava u savanama i ravnicama istočne i južne Afrike. Mužjaci su visoki oko 1,6 m i teže od 500 do 600 kg, dok ženeke dosežu od 340 oko 445 kg.

Krzno im je rđavo-smeđe do boje lješnjaka, a mužjaci su obično nešto tamniji od ženki, te imaju od 8 do 12 jasnih vertikalnih bijelih linija na svom torzu. Rogovi su blago uvijeni i zajedno tvore »V« oblik, do 123 cm duljine (66 cm u ženki). Ispod vrata imaju veliku krijestu kratke crne dlake, koja se spušta do polovice stomaka. Iza rogova i iznad prednjih nogu imaju velike crne mrlje. Velike uši im služe za signalizaciju. Divovski eland ima dulje noge i veće bijele oznake na nogama od običnih elanda. Rep im je dug oko 90 cm s tamnim velikim dlakama na kraju.
Elandi su preživači koji se hrane travama i lišćem, te naseljavaju cvjetne doline, savane, šumarke i otvorene livade, te izbjegavaju guste šume. Divovski elandi tvore mala krda do 25 jedinki, a obični elenadi velika krda do 500 jedinki, ali nisu osobito teritorijalne životinje. U komunikaciji s drugim pripadnicima svoje vrste elandi znaju glasno lajati i gestikulirati kretnjama tijela u znak upozorenja, te odašilju feromone (flehmen). Elandi u divljini žive do 25 godina, a u zatočeništvu oko 20 godina.
Meso elanda sadrži mnogo proteina i manje masti od mesa domećeg goveda, a njihovo mlijeko ima veću koncentraciju kalcija od onog domaćih krava. Zbog toga je eland domisticiran u nekim dijelovima Afrike, gdje se prilagodio na lokalne uvjete života. U ukrajinskom zoološkom vrtu Askaniya-Nova elandi se biraju po kvaliteti mesa i količini izmuzenog mlijeka. No, njihovo domisticiranje u Europi je do sada bilo neuspješno.

### Ostali projekti
|  | Zajednički poslužitelj ima stranicu o temi Elandi |
|  | Wikivrste imaju podatke o taksonu Taurotragus     |